# Big Boss (Wolfgang Kramer)
Big Boss ist der Name eines 1994 im Franckh-Kosmos-Verlag erschienenen Gesellschafts- und Wirtschaftsspiels von Wolfgang Kramer für zwei bis sechs Spieler. Das Spiel ist im Handel nicht mehr erhältlich. 2009 erschien bei Kosmos das Spiel Alcazar, das neben der namengebenden Variante auch die Variante Das neue Big Boss enthält, das eine Überarbeitung des Big Boss von 1994 ist.

## Ausstattung
Big Boss erschien bei Franckh-Kosmos in der Serie „Spiele Galerie“ in einer an einen Schrankkoffer erinnernden Spieleschachtel, auf der auf rosafarbenem Grund der goldene Schriftzug sowie mehrere Wolkenkratzer abgebildet sind.
Das Spielmaterial besteht neben der Spielregel aus:
- einem Spielbrett mit zwei Zählleisten,
- acht Konzern-Chips und 32 Konzern-Aufkleber (4 pro Konzern),
- 100 Gebäudesteinen,
- 12 Eigentümer-Fahnen,
- 90 Baukarten (72 Grundstückskarten und 18 Etagenkarten),
- einem Stoffbeutel,
- Spielgeld in Form von 128 Chips in fünf Werten,
- 56 Konzern-Aktien (7 Aktien pro Konzern)

## Spielweise

### Ziel des Spiels
Ziel des Spiels ist es, am Ende als „Big Boss“ der Autokonzerne die größte Geldsumme zu besitzen.

### Spielablauf
Zu Beginn des Spiels erhält jeder Spieler die gleiche Geldsumme und die gleiche Anzahl Baukarten.
Reihum hat jeder Spieler die Wahl zwischen zwei Aktionen:
- Er kann eine Baukarte ausspielen oder
- Er kann eine neue Baukarte kaufen

Beim Ausspielen einer Baukarte hat der Spieler mehrere Möglichkeiten: Er kann mit der Baukarte entweder mit drei Bausteinen einen neuen Auto-Konzern gründen (solange noch nicht acht Konzerne gegründet worden sind) oder kann an einen bestehenden Konzern einen Baustein anbauen. Außerdem kann er danach Aktien von bestehenden Konzernen kaufen oder auch einen Konzern kaufen, solange er noch keine zwei Konzerne besitzt.
Mit der Größe eines Konzerns steigt auch sein Aktienkurs. Im Spielverlauf kann es zu Fusionen zwischen den Konzernen kommen, bei denen der kleinere Konzern immer aufgelöst wird.

### Ende des Spiels
Das Spiel ist beendet, sobald der letzte Spielstein verbaut wurde. Die Spieler erhalten in Geld den Gegenwert ihrer Aktien und Konzernbesitze.

## Entwicklung und Rezeption
Big Boss wurde von Wolfgang Kramer entwickelt und 1994 bei Kosmos veröffentlicht. Nach Angaben in der Spielanleitung wurde das Spiel an Acquire von Sid Sackson angelehnt, nach dessen Einschätzung sind die Überschneidungen jedoch marginal und beide Spiele sind eigenständig. Ein gleichnamiges Spiel Bigboss von Harald Riehle erschien 1969, mit diesem hat Kramers Big Boss keine Gemeinsamkeiten.
Die Spielekritikerin Dorothea Heß kritisierte das Spiel in der spielbox als zu glückslastig: „Wer schließlich das Spiel gewinnt, hängt in hohem Maße davon ab, wer die richtigen Bauplatzkarten gezogen hat.“ Nach ihrer Ansicht lässt sich das Spiel am besten zu viert spielen, während es als Zweierspiel zum „absoluten Glücksspiel“ wird. Sie resümiert: „Big Boss ist für den Käufer leider eher ein Big Flop, denn einen Big Deal hat er damit wirklich nicht gelandet.“

## Belege
1. 1 2 3  Dorothea Heß: Big Boss: Big Deal oder Big Flop. spielbox 4/94, 1994; S. 26–27.